# Church (ARC)
Church is een livealbum van ARC, het duo van Ian Boddy en Mark Shreeve. De titel verwijst naar de plaats van opname St. Mary’s Church in Philadelphia (Pennsylvania); de datum 14 november 2009. Het concert vond plaats in het kader van The Gatherings, een radioprogramma en concertgelegenheid voor de elektronische muziek. De muziek leunt tegen de Berlijnse School voor elektronische muziek aan, maar klinkt voor die stroming nogal agressief, met name track 4. Het album begint echter met een opening die neigt naar kerkmuziek, maar dan wel voor synthesizers. Dat wordt al snel losgelaten en er komen lange melodielijnen tevoorschijn al dan niet ondersteund door sequencers.

## Musici
- Ian Boddy, Mark Shreeve – synthesizers en andere elektronica

## Muziek
Alles van Boddy en Shreeve

| Nr. | Titel                                            | Duur  |
| --- | ------------------------------------------------ | ----- |
| 1.  | Church                                           | 21:34 |
| 2.  | Bliss Plane                                      | 14:01 |
| 3.  | Torch                                            | 10:57 |
| 4.  | Veil                                             | 10:19 |
| 5.  | Falling through the rapture (van album Fracture) | 17:38 |